# Morrinhos (ort)
Morrinhos är en ort i Brasilien.   Den ligger i kommunen Morrinhos och delstaten Goiás, i den sydöstra delen av landet, 250 km sydväst om huvudstaden Brasília. Morrinhos ligger 751 meter över havet och antalet invånare är 34 143.
Terrängen runt Morrinhos är platt.
Omgivningarna runt Morrinhos är en mosaik av jordbruksmark och naturlig växtlighet. Runt Morrinhos är det glesbefolkat, med 13 invånare per kvadratkilometer.